# كنمن
كنمن (الصينية التقليدية: 金門; حرفيا «الباب الذهبي» أو «البوابة الذهبية»), هو أرخبيل يقع في 24.44° شمالا 118.33° شرقا وتدار بواسطة حكومة تايوان. كثير من سكان كنمن يتكملون من نان، نظرا للعزلة السياسية السابقة.

## التاريخ
لم تكن جزيرة كنمن محتلة من قبل اليابان كما هو الحال مع جزر بسكادورز وتايوان.
كانت الجزيرة جزء لمواقع القصف بين جمهورية الصين الشعبية وتايوان في الخمسينيات والستينيات. وكانت ذات تأثير بالغ في الانتخابات الأمريكية لعام 1960 بين كنيدي ونيكسون. حيث هددت الولايات المتحدة باستخدام السلاح النووي ضد جمهورية الصين الشعبية إذا اعتدت على الجزيرة.
السفر المباشر بين البر الصيني الرئيسي وكنمن افتتح في عام 2002، وكان هناك نطاق واسع لتنمية السياحة على الجزيرة. السفر مباشرة علق في عام 2003 نتيجة للاندلاع السارس، ولكنه استؤنف في وقت لاحق. العديد من رجال الأعمال التايوانيين استخداموا هذه الوصلة للدخول إلى البر الرئيسي كما أنها تعد أرخص وأسهل من الدخول عن طريق هونغ كونغ. وهكذا شهدت الجزيرة نوعا من الازدهار العقاري من رجال الأعمال.

## توأمة
لكنمن اتفاقيات توأمة مع:
- تاينان